# Мегакл (лідер параліїв)
Мегакл (*Μεγακλῆς, д/н —після 556 до н. е.) — давньогрецький політичний діяч Афінського полісу. У просопографічній і генеалогічній літературі зазвичай іменується як Мегакл (II).

## Життєпис
Походив з аристократичного роду Алкмеонідів. Син Алкмеона. Народився в демі Алопека. Між 575 і 571 роками до н. е. змагався з іншими претендентами за право одружитися з Агарістою, донькою Клісфена, тирана Сікіона. Насамперед його супротивником був Гіппоклід з роду Філаїдів (давніх суперників Алмеонідів). Перемогу ймовірно здобув завдяки батькові, що в свій час разом з Клісфеном брав участь у Першій Священній війні. Це дозволило Мегаклу встановити вигідні контакти зволодарями і впливовими родами тогочасної Еллади. Можливо, Мегакл був переможцем Істмійських ігор.
В середині VI століття до н. е., в період загострення політичної боротьби в Афінах, очолював угруповання параліїв («прибережних»), які боролися за владу з педієями («рівнинними») і діакріями («гірськими»).
На думку Аристотеля, прихильники Мегакла домагалися «середнього способу правління», тобто створення ліберально-аристократичного режиму. В 561/560 до н. е. вождь демократичної угруповання Пісістрат вчини заколот і встановив свою першу тиранію. Це призвело до об'єднання Мегакла з лідером олігархічної партії педієїв Лікургом, і спільними силами вони через кілька років вигнали тирана.
Між переможцями почалася боротьба за владу і через деякий час Мегакл, зазнавши поразки, був змушений укласти угоду з Пісістратом і сприяти встановленню його другої тиранії. Союз був скріплений шлюбом між тираном і донькою Мегакла. Втім Пісістрат, вже мав дорослих синів, тому не збирався мати нащадків від нової дружини, щоб не надати в подальшому привід Алкмеонідам перейняти владу в його нащадків. Формальною приводом не мати інтимних стосунків з дружиною Пісістрат посилався на Кілонів гріх — прокляття, що тяжіло над родом Алкмеонидів.
За цих обставин Мегакл примирився зі олігархами, які, ймовірно, поваливши Пісістрата близько 556 року до н. е. Після цього фактично розділив владу над Афінами з олігархом Лікургом. Висловлюється думка, що Мегакл не дожив до другого повернення Пісістрата у 546 році до н. е.

## Родина
Дружина — Агаріста, донька Клісфена, тирана Сікіона
Діти:
- Клісфен, архонт
- Гіппократ
- Кесіра, дружина Пісістрата, тирана Афін
- донька, дружина Аріфрона і мати Ксантіппа